# Товарковский
Товарковский — посёлок (в 1932—2013 гг. — посёлок городского типа) в Богородицком районе Тульской области России.
В рамках административно-территориального устройства входит в Товарковский сельский округ Богородицкого района, в рамках организации местного самоуправления является административным центром сельского поселения Товарковское.
Население — 7813 чел. (2021).

## География
Посёлок расположен в 18 км юго-восточнее города Богородицка, в 4 км от железнодорожной станции Товарково (на линии Ожерелье — Елец).

## История
Название посёлка происходит от названия села Товарково, расположенного в 4 км от посёлка. Село основано в XVII веке выходцами из села Товарково Калужской губернии. После открытия в 1685 году храма во имя Преображения Господня село получило также и церковное название: Товарково (Спасское).
Населённый пункт первоначально был шахтёрским поселением и его называли «Двадцать седьмая» . Со временем посёлок оказался в окружении других шахт, его стали называть «Центральный рудник».
В 1932 году населённый пункт при Товарковском руднике преобразован в рабочий посёлок Каганович по фамилии советского, партийного и государственного деятеля Л. М. Кагановича. В этом же году посёлок становится центром вновь образованного Товарковского района.
В 1936 году райцентр Товарковского района был перенесён в Богородицк, с 1944 по 1959 год — посёлок вновь являлся центром района. В 1957 году посёлок Каганович переименован в Товарковский.
15 ноября 1941 года посёлок был захвачен немецкими войсками.
Освобождение посёлка произошло 15 декабря 1941 года.
С 2006 до 2013 гг. Товарковский составлял одноимённое городское поселение.
В 2013 году Товарковский преобразован в сельский населённый пункт как посёлок. В рамках организации местного самоуправления с упразднением городского поселения, Товарковский стал административным центром сельского поселения Товарковское. В рамках административно-территориального устройства включён в Товарковский сельский округ.

## Население
| 1939   | 1959    | 1970    | 1979    | 1989    | 2002  | 2009  |
| ------ | ------- | ------- | ------- | ------- | ----- | ----- |
| 17 018 | ↘13 061 | ↘11 823 | ↘11 322 | ↘10 283 | ↘8190 | ↘7759 |
| 2010   | 2012    | 2013    | 2021    |         |       |       |
| ↘7587  | ↘7530   | ↗7651   | ↗7813   |         |       |       |

Мужское население поселка занято работой на ТЗВА, Молокозаводе, в сельском хозяйстве и в прочих конторах Богородицкого района. Часть трудоспособного население уезжает на заработки в Москву и Подмосковье. Женская часть населения в основном занята в розничной торговле.

## Промышленность
Угольная промышленность
В середине XIX века, недалеко от села Малёвка, было обнаружено месторождение каменного угля. Горный инженер П. П. Дорошин в 1855—1856 гг. обратил внимание на Малёвскую штольню и из разведки перешёл в настоящую разработку. С Малёвских шахт начался Подмосковный угольный бассейн. В 1859 году началась разработка Товарковских угольных копей. Товарковский уголь пошёл на первую государственную Каширскую электростанцию.
Для работы привлекались люди со всех концов страны. Трест «Товарковуголь» располагался в здании, построенном в конце 20-х гг., в котором теперь находится школа № 19. В этом же здании находилась горнопромышленная школа, позднее и рабфак. В школе готовились специалисты со средним образованием и обучали рабочих: проходчиков, крепильщиков, забойщиков, мотористов.
Во время Великой Отечественной войны горнопромышленная школа эвакуировалась на Урал, вместо неё появилась школа фабрично-заводского обучения ФЗО № 1 (первая школа Подмосковья). Стране остро нужен был уголь. Наборы в школу ФЗО были обязательными, велась мобилизация в трёх районах: Товарковском, Куркинском, Воловском. В здании основного корпуса находились учебные кабинеты, красный уголок, медицинская комната, административные кабинеты, спальни. Со временем шахты постепенно стали вырабатываться, не стало необходимости в пополнении и обучении кадров. Школа ФЗО № 1 закончила своё существование. Вместо неё появилась средняя школа № 19.
ТЗВА
После войны, большая часть населения работала на Товарковском заводе высоковольтной арматуры (ТЗВА). Завод был основан в 1942 году на базе центральных электро-механических мастерских для производства горношахтного оборудования, запасных частей, инструмента и ремонта электро-технического оборудования для предприятий Подмосковного угольного бассейна. Завод выпускал арматуру для электростанции. Так же, некоторые цеха работали на военную промышленность. Завод был градообразующим предприятием. Строительство нескольких жилых 5 и 9-этажных домов было профинансировано ТЗВА. Дом культуры (Имени Воровского), расположенный в парке, содержался на средства завода. В ДК работали хоровая студия, танцевальные кружки, духовой оркестр, кинозал и т. д. В настоящее время завод снова действует и развивается. Он является одним из крупнейших в России изготовителей арматуры для высоковольтных линий электропередач. На предприятии хорошо развито цветное литьё, горячая штамповка, механическая обработка. интенсивно развиваются чёрное литьё и инструментальное производство.
Сахарный завод
В 1905 году открылся Товарковский сахарный завод братьев Бобринских. В 1959 году запущена вторая очередь сахарного завода.
В 1972 году построен дом культуры «Сахарник».
В 2008 году завод остановил производство в связи с изношенностью оборудования. После реконструкции запуск завода произошёл в 2012 году.
Прочие предприятия
Товарковский молокозавод — сдан в 1960 году.
ДСК — не достроен (он же — недостроенный «автобусный завод», он же — недостроенный «завод складского оборудования», он же — недостроенный «литейный цех ТЗВА»).

## Культура и образование
В 1875 году Министерство народного просвещения открыло школу в селе Товарково.
В 1879 году в селе Товарково открылось училище Министерства народного просвещения.
22 ноября 1897 года в селе Товарково открылась женская воскресная школа.
На территории посёлка работают две школы: № 17 и № 19.
В посёлке имеется парк. В парке в 1936 году открылся Дом пионеров и футбольный стадион «Труд». На стадионе проводит домашние матчи команда «Энергия», участвующая в чемпионате области.
В 1944 году открыт товарковский Дом отдыха.
26 августа 2011 года открыт современный детский сад.
В 2011 году в посёлке построен современный физкультурно-оздоровительный комплекс.
В посёлке есть музыкальная школа, открытая в 1971 году.

## Спорт
Наивысшее достижение в футболе — в 1947 году товарковский «Шахтёр» стал обладателем Кубка Тульской области.
Среди прочих футбольных успехов:
- 1940 год — 2-е место чемпионата Тульской области заняла товарковская команда «Забой».
- 1948 год — 3-е место чемпионата Тульской области заняла товарковская команда «Шахтёр».
- 1955 год — команда Товарковского района — финалист кубка Тульской области, обладатель кубка по группе промышленных районов.
- 1999 год — 3-е место чемпионата Тульской области заняла товарковская команда «Энергия».
- 2019 год — 1 место по Богородицкому району по бегу заняла команда школы 19. В составе Федотова И., Пороселкова А., Антипова К. и других.

Уроженцами посёлка являются футболисты Анатолий Чертков (1936—2014) и Алексей Бочаров (1930—1989), игравшие за СКА (Ростов-на-Дону). Оба футболиста входят в символическую сборную СКА всех времён.